# Mrisho Ngassa
Mrisho Khalfani Ngassa (ur. 5 maja 1989 w Dar es Salaam) – tanzański piłkarz występujący na pozycji napastnika.

## Kariera klubowa
Ngassa karierę rozpoczynał w 2005 roku w zespole Kagera Sugar FC. W 2007 przeszedł do Young Africans SC. W 2008 roku oraz w 2009 zdobył z nim mistrzostwo Tanzanii. W 2010 roku odszedł do Azam FC. Następnie grał w takich klubach jak: Simba SC (2012-2013), Young Africans SC (2013-2015), Free State Stars FC (2015-2016), Fanja SC (2017), Mbeya City FC (2017-2018), Young Africans SC (2018-2020).

## Kariera reprezentacyjna
W reprezentacji Tanzanii Ngassa zadebiutował 25 listopada 2006 roku w wygranym 2:1 meczu CECAFA Cup 2006 z Etiopią, rozegranym w Addis Abebie. Od 2006 do 2015 rozegrał w kadrze narodowej 91 meczów i strzelił 22 gole.